# Municipio de Assumption
El municipio de Assumption (en inglés: Assumption Township) es un municipio ubicado en el condado de Christian en el estado estadounidense de Illinois. En el año 2010 tenía una población de 1418 habitantes y una densidad poblacional de 12,78 personas por km².

## Geografía
El municipio de Assumption se encuentra ubicado en las coordenadas 39°30′59″N 89°4′52″O / 39.51639, -89.08111. Según la Oficina del Censo de los Estados Unidos, el municipio tiene una superficie total de 110.97 km², de la cual 110,96 km² corresponden a tierra firme y (0 %) 0 km² es agua.

## Demografía
Según el censo de 2010, había 1418 personas residiendo en el municipio de Assumption. La densidad de población era de 12,78 hab./km². De los 1418 habitantes, el municipio de Assumption estaba compuesto por el 96,61 % blancos, el 0,99 % eran afroamericanos, el 0,35 % eran amerindios, el 0,78 % eran de otras razas y el 1,27 % eran de una mezcla de razas. Del total de la población el 1,55 % eran hispanos o latinos de cualquier raza.